# هری بارت
هری بارت (انگلیسی: Harry Barratt; ۲۵ دسامبر ۱۹۱۸ – ۱ ژانویهٔ ۱۹۸۹) بازیکن فوتبال، و سرمربی (فوتبال) اهل بریتانیا بود.
از باشگاه‌هایی که در آن بازی کرده‌است می‌توان به باشگاه فوتبال چلتنهام تاون اشاره کرد.